# G.I. Joe: The Rise of Cobra
G.I. Joe The Rise of Cobra is een Amerikaanse actiefilm uit 2009 onder regie van Stephen Sommers. Het verhaal is gebaseerd op Hasbro's G.I. Joe-speelgoedlijn en -animatieserie uit de jaren 80. De film 'won' de Razzie Award voor slechtste bijrolspeelster (Sienna Miller) en werd tevens genomineerd voor de Razzies voor slechtste film, slechtste regisseur, slechtste script, slechtste rip-off en slechtste bijrolspeler (Marlon Wayans).

## Verhaal
Aan het begin van de 21e eeuw vindt wapenontwerper James McCullen (Christopher Eccleston) met zijn bedrijf MARS Technologies een nieuw soort raket uit. Wanneer deze zijn doelwit raakt, wordt dat overdekt door talloze nanotechnologische robotjes die alles wat ze aanraken vernietigen en daarmee pas stoppen wanneer ze met een afstandsbediening worden uitgeschakeld. McCullen verkoopt na een presentatie vier van deze raketten aan de NAVO. Wanneer deze door een NAVO-eenheid getransporteerd worden, worden ze aangevallen door een vijandelijk aanvalsvliegtuig met ongekende mogelijkheden dat de raketten wil stelen. De transportploeg maakt geen schijn van kans om de aanval af te stoppen en tientallen manschappen sneuvelen. Voor ook Duke (Channing Tatum) en Ripcord (Marlon Wayans) worden vermoord, komt een overheidsinstantie met al even ongekende bewapening ter plaatse om de aanval alsnog af te slaan. De bevelhebber van de groep stelt zich aan Duke en Ripcord voor als General Hawk (Dennis Quaid) van het officieel niet bestaande team GI Joe.
Duke wil dat Hawk hem en Ripcord toelaat tot GI Joe en overtuigt hem door hem te laten weten dat hij de aanvoerster van de aanvalsmacht The Baroness alias Ana (Sienna Miller) kent. Ze hadden een relatie. Die is stukgelopen toen Duke haar broer Rex (Joseph Gordon-Levitt) tijdens een militaire missie een gebouw in liet gaan dat te vroeg door de eigen luchtvloot werd gebombardeerd, met Rex er nog in. Duke had Ana niet meer gezien sinds Rex' begrafenis, tot ze als de The Baroness opdook. Wat Duke en Ana allebei niet weten, is dat Rex het bombardement destijds overleefde en nu ernstig verminkt als The Doctor voor dezelfde organisatie als Ana werkt, Cobra. Hij heeft zijn fascinatie voor de technologische wetenschap voortgezet en is bezig met een project om door middel van nanotechnologie de perfecte soldaat te creëren. Daarmee wil hij met Cobra een nieuwe, alleenheersende wereldmacht opzetten. De gestolen raketten dienen om door middel van terroristische aanslagen op wereldsteden paniek te zaaien. Duke en Ripcord willen dit met GI Joe voorkomen.

## Rolbezetting
| Acteur                   | Personage                                    | Opmerkingen                                                                                         |
| ------------------------ | -------------------------------------------- | --------------------------------------------------------------------------------------------------- |
| G.I. Joe                 |                                              | |
| Dennis Quaid             | Clayton Abernathy / Generaal Hawk            | Hoofd van de Joe's.                                                                                 |
| Channing Tatum           | Conrad Hauser / Duke                         | protagonist                                                                                         |
| Marlon Wayans            | Wallace Weems / Ripcord                      | Dukes beste vriend en collega.                                                                      |
| Rachel Nichols           | Shana O'Hara / Scarlett                      | Hoogbegaafd en de enige vrouwelijke Joe in actie.                                                   |
| Adewale Akinnuoye-Agbaje | Hershel Dalton / Heavy Duty                  | Teamleider van de Joe's.                                                                            |
| Ray Park                 | Snake Eyes                                   | Ninja die opgroeide met zijn rivaal Storm Shadow.                                                   |
| Saïd Taghmaoui           | Abel Shaz / Breaker                          | De communicatie- en computerspecialist van het team.                                                |
| Karolína Kurková         | Courtney Kreiger / Cover Girl                | Rechterhand van generaal Hawk.                                                                      |
| Cobra                    |                                              | |
| Joseph Gordon-Levitt     | Rex Lewis / De Dokter                        | De wetenschapper achter Destro's wapens en Ana's broer die jaren terug in Irak zou zijn gesneuveld. |
| Christopher Eccleston    | Laird James McCullen XXIV / Destro           | antagonist                                                                                          |
| Sienna Miller            | Ana Lewis / Anastascia DeCobray / De Barones | Dukes voormalige verloofde en nu Destro's geliefde.                                                 |
| Lee Byung-hun            | Storm Shadow                                 | Snake Eyes'rivaal.                                                                                  |
| Arnold Vosloo            | Zartan                                       | Rechterhand van Destro.                                                                             |
| Overige                  |                                              | |
| Jonathan Pryce           |                                              | President van de Verenigde Staten.                                                                  |

## Achtergrond
De filmopnames vonden plaats in Downey, Californië en de Barrandov Studios in Praag.
In Praag werden de scènes opgenomen die zich in de film in Parijs afspelen.
De film ging op 5 augustus 2009 in Frankrijk en België in première en op 6 augustus in Groot-Brittannië, Australië, Nieuw-Zeeland en Hongkong.
Op 7 augustus ging de film in première in de Verenigde Staten en op 13 augustus in Nederland.